# Peter Krummeck
 (juin 2024).
La mise en forme du texte ne suit pas les recommandations de Wikipédia : il faut le « wikifier ».
Les points d'amélioration suivants sont les cas les plus fréquents. Le détail des points à revoir est peut-être précisé sur la page de discussion.
- Les titres sont pré-formatés par le logiciel. Ils ne sont ni en capitales, ni en gras.
- Le texte ne doit pas être écrit en capitales (les noms de famille non plus), ni en gras, ni en italique, ni en « petit »…
- Le gras n'est utilisé que pour surligner le titre de l'article dans l'introduction, une seule fois.
- L'italique est rarement utilisé : mots en langue étrangère, titres d'œuvres, noms de bateaux, etc.
- Les citations ne sont pas en italique mais en corps de texte normal. Elles sont entourées par des guillemets français : « et ».
- Les listes à puces sont à éviter, des paragraphes rédigés étant largement préférés. Les tableaux sont à réserver à la présentation de données structurées (résultats, etc.).
- Les appels de note de bas de page (petits chiffres en exposant, introduits par l'outil «  Source ») sont à placer entre la fin de phrase et le point final[comme ça].
- Les liens internes (vers d'autres articles de Wikipédia) sont à choisir avec parcimonie. Créez des liens vers des articles approfondissant le sujet. Les termes génériques sans rapport avec le sujet sont à éviter, ainsi que les répétitions de liens vers un même terme.
- Les liens externes sont à placer uniquement dans une section « Liens externes », à la fin de l'article. Ces liens sont à choisir avec parcimonie suivant les règles définies. Si un lien sert de source à l'article, son insertion dans le texte est à faire par les notes de bas de page.
- La présentation des références doit suivre les conventions bibliographiques. Il est recommandé d'utiliser les modèles {{Ouvrage}}, {{Chapitre}}, {{Article}}, {{Lien web}} et/ou {{Bibliographie}}. Le mode d'édition visuel peut mettre en forme automatiquement les références.
- Insérer une infobox (cadre d'informations à droite) n'est pas obligatoire pour parachever la mise en page.

Pour une aide détaillée, merci de consulter Aide:Wikification.
Si vous pensez que ces points ont été résolus, vous pouvez retirer ce bandeau et améliorer la mise en forme d'un autre article.
Peter Alan Krummeck (né le 4 mars 1947 et décédé le 9 novembre 2013) est un acteur, décorateur de théâtre, metteur en scène, écrivain, professeur et activiste sud-africain, célèbre internationalement pour sa pièce solo Bonhoeffer. Fondateur du Service de théâtre de la communauté africaine, il est le premier à utiliser le théâtre comme moyen de réconciliation, avec l'archevêque Desmond Tutu comme parrain.

## Première vie et éducation
Johannesbourg a été le lieu de naissance de Krummeck. Il a fait des études de graphisme à l'Est de Londres, en Afrique du Sud, et reçu avec distinction le diplôme national de design graphique en 1967. Il fut affecté en 1969 au Cap comme directeur de studio du journal Daily Dispatch dans l'Est de Londres sous la direction de Donald Woods.

## Une carrière au théâtre et au cinéma
Krummeck a une carrière théâtrale au Cap de plus de 40 ans, dont un cours au département d'art dramatique de l'Université du Cap, 1974-1976, où il a donné des cours de scénographie et de design.
En 1973, il joua le rôle principal dans une traduction de Plaston : DNS-kind de PG du Plessis qu'il traduisit quelques années plus tard Siener in die Suburbs de du Plessis (Seer in the Suburbs) Krummeck a principalement travaillé pour CAPAB, Artscape et dans d'autres contextes tels que Maynardville et le Baxter Theatre. Il a également travaillé comme acteur, réalisateur, producteur et écrivain. Il a joué un rôle très important au Théâtre Baxter, étant à l'origine du modèle d'architecte avant sa création. Il y produit plusieurs de ses propres pièces, dont The Evening of our Time, une analyse frappante du dilemme moral entre quitter l'Afrique du Sud ou rester au plus fort de l'apartheid.

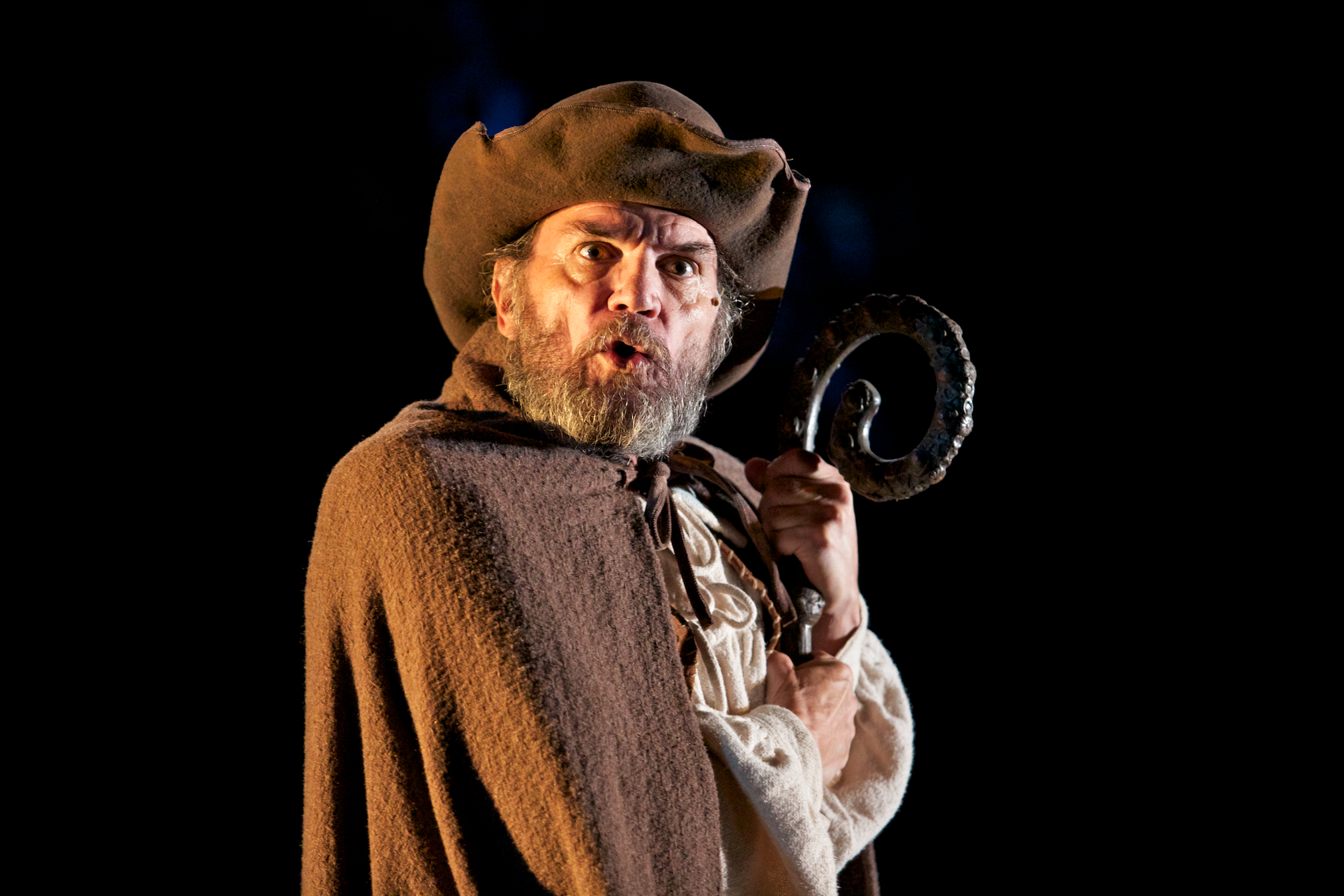
Peter Krummeck joue dans "Cardenio" de Shakespeare.

Il a créé la compagnie Compass Productions et l'African Community Theatre Service (ACTS) pour entamer un travail de réconciliation. Il a été ministre laïc de l'Église anglicane depuis le milieu des années 1980, associé aux paroisses de St John's à Wynberg et St Paul's à Rondebosch – mais plus récemment avec l'Église Unie de Rondebosch. Sous la bannière d'ACTS, il a écrit et mis en scène La Passion et un théâtre sur la Nativité, Lodestar.
Outre sa carrière d'acteur de théâtre et de décorateur de théâtre, Krummeck a travaillé comme dramaturge pour des productions radiophoniques sur SAfm en Afrique du Sud et dans le cinéma et la télévision, notamment dans l'adaptation au cinéma de Mandela : un long chemin vers la liberté avec Idris. Il y a l'île d'Elbe. A Lessons from Aloes raconte l'histoire des écoles missionnaires en Afrique du Sud et leur renaissance dans le cadre d'un projet dirigé par l'archevêque Njongonkulu Ndungane quelques instants avant sa mort.
Krummeck a séjourné en 2002 à l'église St Mark de Washington DC où il a donné un programme pour le premier anniversaire du 11 septembre, dont une pièce solo Bonhoeffer. S'inspirant de la vie et du témoignage du théologien et dissident anti-nazi allemand Dietrich Bonhoeffer, la pièce a été filmée en Afrique du Sud, aux États-Unis et au Canada, où elle a été diffusée à la télévision.
Posant des questions de caractérisation du genre et de discrimination, Krummeck a abordé ces thèmes sur scène et devant la caméra, ainsi que dans des textes publiés. Desmond Tutu l'a encouragé à écrire un guide sur les relations entre les sexes pour la paroisse de St John's, Wynberg. La pièce de 1994 Dear and Awkward Courage, de Tamara Semevsky, a été la première œuvre à traiter ouvertement du sujet gay à la télévision sud-africaine, tandis que sa pièce de fiction sur le VIH/Sida, iVirgin Boy, abordait le viol masculin et la bisexualité. Junkets Publisher a réédité ses deux nouvelles publiées sous le titre Adam & Luke dans le cadre de leur série du 10e anniversaire.

## Maladie finale et décès

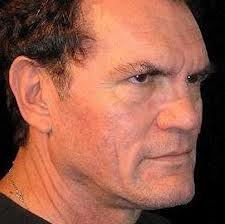
Peter Krummeck

Il est décédé à l'Hospice St. Luke du Cap est mort samedi 9 novembre 2013, six mois après son diagnostic de cancer.

## Filmographie
| Année | Titre                                             | Rôle                      | Remarques              |
| ----- | ------------------------------------------------- | ------------------------- | ---------------------- |
| 1986  | Tu dois être fou !                                |                           |                        |
| 1986  | Dada et la fleur                                  | Capitaine Anderson        |                        |
| 1988  | L'émissaire                                       | Médecin                   |                        |
| 1988  | Rage de tuer                                      | Soldat en jeep            | Non-crédité            |
| 1989  | Joyau des Dieux                                   | Garde SS                  |                        |
| 1990  | Cette Anglaise : récit de la vie d'Emily Hobhouse | Lieut. boulanger          |                        |
| 1998  | Ernest dans l'armée                               | Homme d'affaires          |                        |
| 1999  | Après la pluie                                    | Ministre                  |                        |
| 2002  | Le pianiste                                       | Le père d'Alex            |                        |
| 2003  | Verdict citoyen                                   | Responsable pénitentiaire |                        |
| 2013  | Mandela : un long chemin vers la liberté          | Magistrat                 | (rôle final au cinéma) |